# Elecciones municipales de 2023 en Reus
Las elecciones municipales de 2023 se celebraron en Reus el domingo 28 de mayo, de acuerdo con el Real Decreto de convocatoria de elecciones locales en España dispuesto el 3 de abril de 2023 y publicado en el Boletín Oficial del Estado el 4 de abril. Se eligieron los 27 concejales del pleno del Ayuntamiento de Reus, a través de un sistema proporcional (método d'Hondt), con listas cerradas y un umbral electoral del 5 %.

## Candidaturas
En abril de 2023 fueron proclamadas 12 candidaturas.
| Partido                             | Candidato/a a la alcaldía |
| ----------------------------------- | ------------------------- |
| Junts per Reus- Compromís Municipal | Teresa Pallarès           |
| ERC-Acord Municipal                 | Noemí Llauradó            |
| Partido Popular (PP)                | Sílvia Virgili            |
| VOX                                 | Julio Pardo               |
| CUP                                 | Mònica Pàmies             |
| PSC-CP                              | Sandra Guaita             |
| Ara Reus                            | Daniel Rubio              |
| Ciudadanos (Cs)                     | Débora García             |
| En Comú Podem                       | Nazaret Troya             |
| Entre Veïns                         | Valentín Rodríguez        |
| Reus en Moviment                    | David Vidal               |
| Valents                             | Dolores Compte            |

## Investidura del alcalde
El 17 de junio de 2023 con los votos de PSC-CP, ERC-Acord Municipal y Ara Reus, fue investida Sandra Guaita, convirtiéndose en la primera alcaldesa del consistorio reusense.

## Concejales electos
PSC
1. Sra. Sandra Guaita Esteruelas
2. Sr. Josep Baiges Gispert (Independent)
3. Sra. Ana Isabel Martinez Serrano
4. Sr. Manel Muñoz Coll
5. Sra. Maria Pilar López Bastida (Independent)
6. Sr. Daniel Marcos Cruz
7. Sra. M Mar Escoda Serres (Independent)
8. Sr. Enrique Martín Domínguez
ERC
1. Sra. Noemí Llauradó Sans
2. Sr. Daniel Recasens Salvador
3. Sra. Montserrat Flores Juanpere
4. Sr. Carles Prats Alonso
5. Sra. Marina Berasategui Canals
Junts
1. Sra. Teresa Pallarès Piqué
2. Sr. Joan Carles Gavaldà Bordes (Independiente)
3. Sra. Montserrat Caelles Bertran
4. Sra. Mariluz Caballero Gabás (Independiente)
5. Sr. Pep Cuerba Domènech
VOX
1. Sr. Julio Pardo Rodriguez Solano
2. Sr. Francisco Javier Vaquero Rodriguez
3. Sr. Jose Ruiz Martinez
Ara Reus
1. Sr. Daniel Rubio Angosto
2. Sra. Dolors Del Mar Vázquez Pérez
Partit Popular
1. Sra. Silvia Virgili Guinovart
2. Sr. Sebastia Domenech Bosch
CUP
1. Sra. Mònica Pàmies Flores
2. Sr. Arnau Martí Algueró